# Peugeot 607
El Peugeot 607 es un automóvil del segmento E producido por el fabricante francés Peugeot desde 1999 hasta 2010. Es el sucesor del Peugeot 605 y fue presentado oficialmente en el Salón del Automóvil de Ginebra de 2000.

## Diseño y mecánica
El 607 tiene motor delantero transversal, tracción delantera, cinco plazas y carrocería sedán de cuatro puertas. A diferencia de sus rivales franceses, el Citroën C6 y el Renault Vel Satis, su diseño era más clásico y conservador. Según el nivel de equipamiento y el año, se ofrecía con caja de cambios manual de cinco o seis relaciones y automática de cuatro o seis marchas.
Todas las motorizaciones del 607 eran compartidas con otros modelos del Groupe PSA. Los gasolina son un 2.2 litros de 160 CV de potencia máxima y un 3.0 litros de 211 CV, ambos de cuatro válvulas por cilindro. Los diésel eran un 2.0 litros de 136 CV, un 2.2 litros de 133 o 170 CV y un 2.7 litros de 204 CV, todos ellos con inyección directa common-rail, turbocompresor de geometría variable, intercooler y cuatro válvulas por cilindro, salvo el 2.0 de 140 CV, que tiene turbocompresor de geometría fija y dos válvulas por cilindro. El motor gasolina 3.0 y el diésel 2.7 son de seis cilindros en V, mientras que el resto tiene cuatro cilindros en línea.

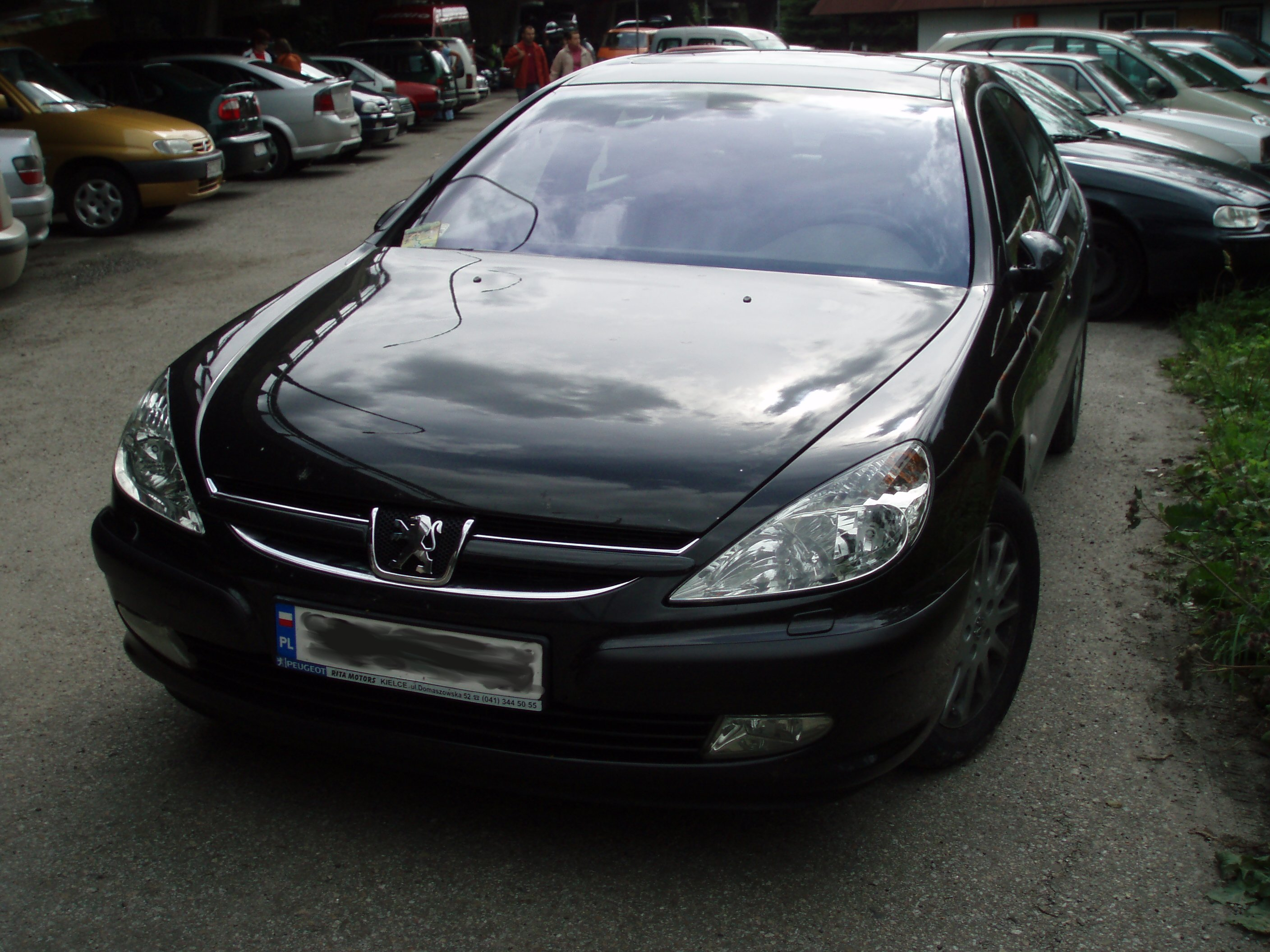
Vista frontal (Fase I)
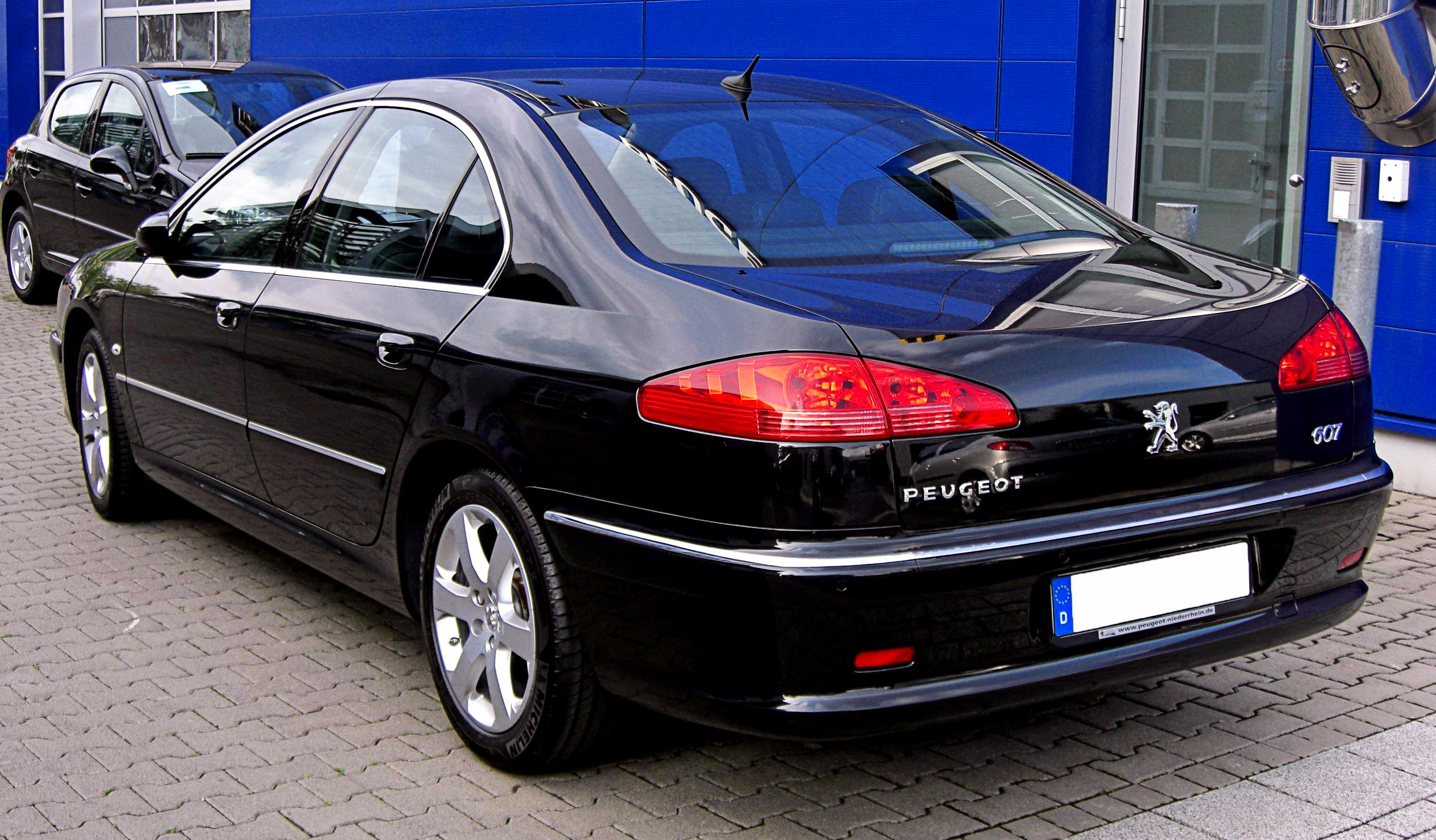
Vista posterior (Fase II)
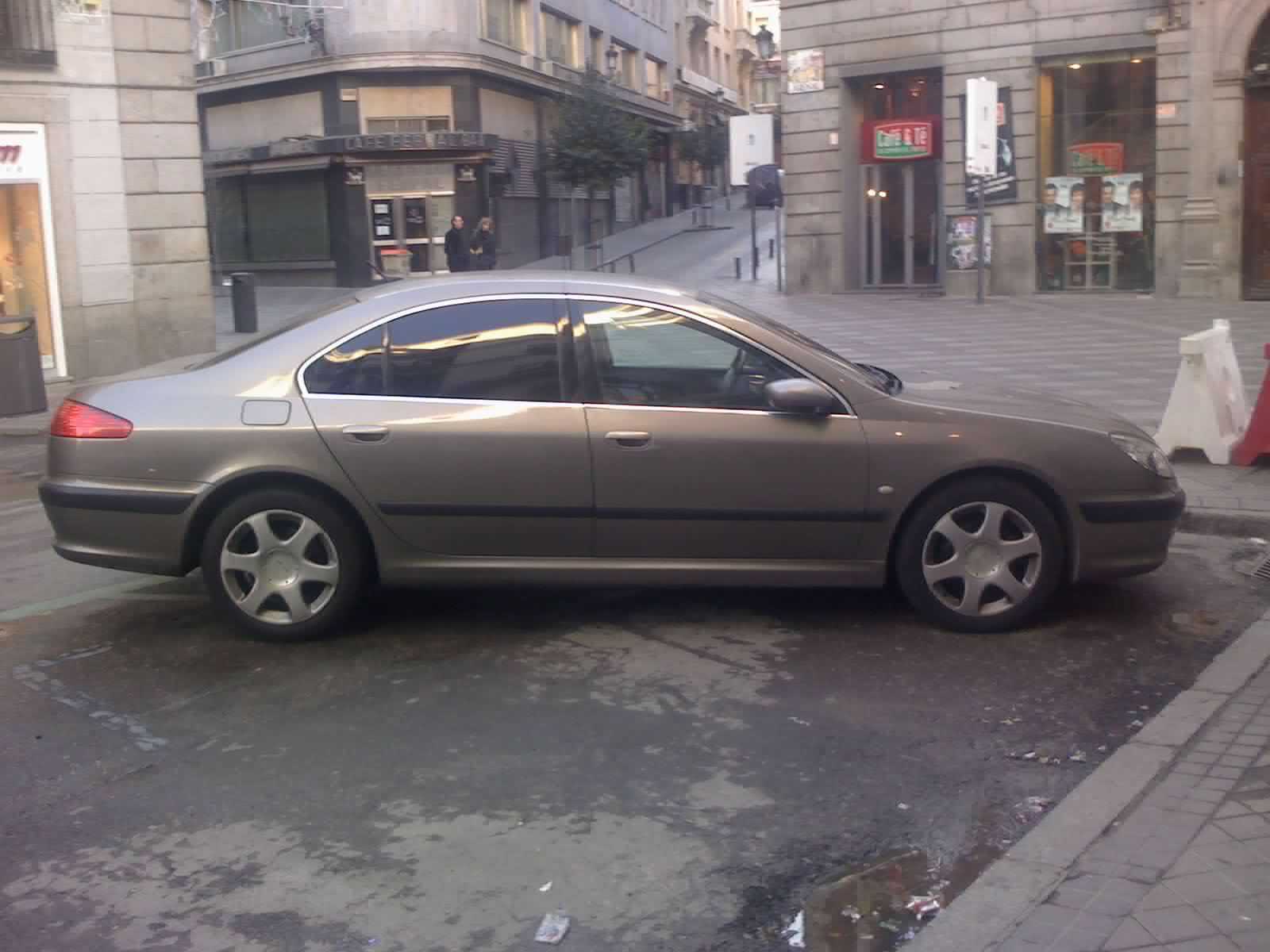
Vista lateral (Fase I)
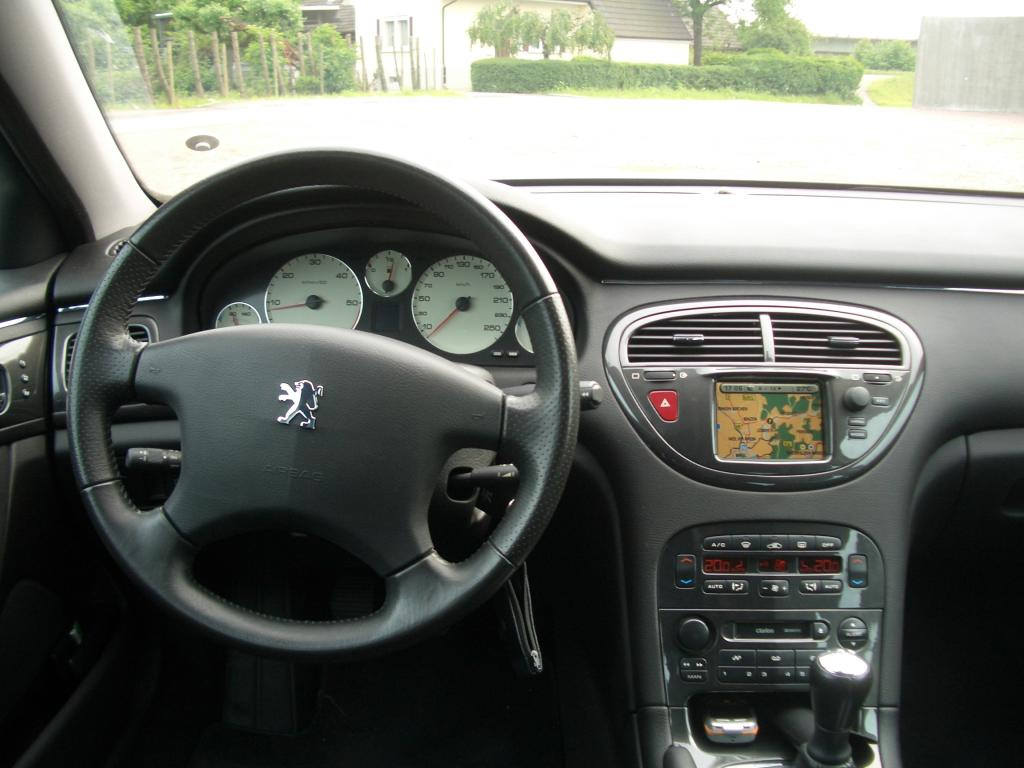
Vista interior (Fase I)

## Motorizaciones
|                                | Motores de gasolina                               | Motores de gasolina   | Motores de gasolina                               | Motores de gasolina       | Motores diesel                                            | Motores diesel                                             | Motores diesel                                             | Motores diesel                                               | Motores diesel                                               |
|                                | 2.2                                               | 2.2                   | 3.0 V6                                            | 3.0 V6                    | 2.0 HDi                                                   | 2.0 HDi                                                    | 2.2 HDi                                                    | 2.2 HDi                                                      | 2.7 HDi                                                      |
| ------------------------------ | ------------------------------------------------- | --------------------- | ------------------------------------------------- | ------------------------- | --------------------------------------------------------- | ---------------------------------------------------------- | ---------------------------------------------------------- | ------------------------------------------------------------ | ------------------------------------------------------------ |
| Periodo                        | 2000-2004                                         | 2004-2009             | 2000-2004                                         | 2004-2009                 | 2000-2005                                                 | 2005-2009                                                  | 2000-2005                                                  | 2006-2009                                                    | 2005-2010                                                    |
| Identificación del motor       | EW12 J4                                           | EW12 J4               | ES9 J4S                                           | ES9 A                     | DW10 ATED (RHS)                                           | DW10 TED4                                                  | DW12 ATED4                                                 | DW12 BTED4                                                   | DT17 TED4                                                    |
| Tipo de motor                  | L4 16v                                            | L4 16v                | V6 24v                                            | V6 24v                    | L4 8v, inyección directa, Common-Rail, turbo, intercooler | L4 16v, inyección directa, Common-Rail, turbo, intercooler | L4 16v, inyección directa, Common-Rail, turbo, intercooler | L4 16v, inyección directa, Common-Rail, biturbo, intercooler | V6 24v, inyección directa, Common-Rail, biturbo, intercooler |
| Diámetro x carrera             | 86.0 mm × 96.0 mm                                 | 86.0 mm × 96.0 mm     | 87.0 mm × 82.6 mm                                 | 87.0 mm × 82.6 mm         | 85.0 mm × 88.0 mm                                         | 85.0 mm × 88.0 mm                                          | 85.0 mm × 96.0 mm                                          | 85.0 mm × 96.0 mm                                            | 81.0 mm × 88.0 mm                                            |
| Cilindrada                     | 2230 cm³                                          | 2230 cm³              | 2946 cm³                                          | 2946 cm³                  | 1997 cm³                                                  | 1997 cm³                                                   | 2179 cm³                                                   | 2179 cm³                                                     | 2720 cm³                                                     |
| Relación de compresión         | 10.8: 1                                           | 10.8: 1               | 10.9: 1                                           | 10.9: 1                   | 17.6: 1                                                   | 17.6: 1                                                    | 18.0: 1                                                    | 16.6: 1                                                      | 17.3: 1                                                      |
| Potencia máxima: CV (kW) @ rpm | 158 CV (116 kW) @ 5650                            | 163 CV ( kW) @ 5875   | 207 CV (152 kW) @ 6000                            | 211 CV (155 kW) @ 6000    | 107 CV (79 kW) @ 4000                                     | 136 CV (100 kW) @ 4000                                     | 133 CV (98 kW) @ 4000                                      | 170 CV (125 kW) @ 4000                                       | 204 CV (150 kW) @ 4000                                       |
| Par máximo: Nm @ rpm           | 217 Nm @ 3900                                     | 220 Nm @ 4150         | 285 Nm @ 3750                                     | 290 Nm @ 3750             | 250 Nm @ 1750                                             | 320 Nm @ 2000                                              | 314 Nm @ 2000                                              | 370 Nm @ 1500                                                | 440 Nm @ 1900                                                |
| Tracción                       | Delantera                                         | Delantera             | Delantera                                         | Delantera                 | Delantera                                                 | Delantera                                                  | Delantera                                                  | Delantera                                                    | Delantera                                                    |
| Transmisión                    | Manual, 5 velocidades / Automática, 4 velocidades | Manual, 5 velocidades | Manual, 5 velocidades / Automática, 4 velocidades | Automática, 6 velocidades | Manual, 5 velocidades                                     | Manual, 6 velocidades                                      | Manual, 5 velocidades / Automática, 4 velocidades          | Manual, 6 velocidades                                        | Automática, 6 velocidades                                    |
| Peso                           | 1455 kg                                           | 1496 kg               | 1560 kg                                           | 1644 kg                   | 1501 kg                                                   | 1565 kg                                                    | 1535 kg                                                    | 1650 kg                                                      | 1798 kg                                                      |
| Aceleración (0-100 km/h)       | 9.6 s                                             | 9.2 s                 | 8.1 s                                             | 8.1 s                     | 14.1 s                                                    | 12.8 s                                                     | 10.6 s                                                     | 9.3 s                                                        | 9.3 s                                                        |
| Velocidad máxima               | 220 km/h                                          | 220 km/h              | 241 km/h                                          | 241 km/h                  | 190 km/h                                                  | 207 km/h                                                   | 205 km/h                                                   | 224 km/h                                                     | 230 km/h                                                     |
| Consumo combinado (L/100 km)   | 9.1                                               | 10.9                  | 9.8                                               | 10.2                      | 6.0                                                       | 6.1                                                        | 6.9                                                        | 6.4                                                          | 8.4                                                          |

## Seguridad
| Resultados en la Euro NCAP (2002) |                |
| Ocupantes adultos:                | Puntuación: 26 |
| Peatones:                         | Puntuación: 3  |

## Prototipos
Peugeot 607 Pescarolo concept (2002) 